# Волокнистий хрящ
Волокнистий хрящ — це хрящ, що має багато паралельно розміщених колагенових волокон. Він є менш еластичним, ніж гіаліновий. Цей хрящ утворює міжхребцеві диски, розташований у місцях прикріплення зв'язок і сухожилків.